# Batalion Azad Hindostan
Batalion Azad Hindostan (wł. Battaglione Azad Hindostan) – ochotnicza jednostka wojskowa włoskiej armii złożona z Hindusów podczas II wojny światowej.
Dowództwo włoskiej armii postanowiło utworzyć hinduską jednostkę. W marcu 1942 r. kilkunastu Hindusów-ochotników zabranych z obozów jenieckich zostało umiejscowionych w miejscowości Villa Marina koło Rzymu. Znajdowali się oni pod nadzorem włoskiego Raggruppamento Centri Militari, przemianowanego wkrótce na Raggruppamento Frecce Rosse. 15 czerwca, kiedy ich liczba wzrosła do 44, zorganizowano ich w tzw. "Centro I". Funkcje instruktorów pełnili oficerowie włoscy oraz cywile mówiący po angielsku, którzy spędzili jakiś czas w Indiach. Politycznym komisarzem był hinduski działacz niepodległościowy i współpracownik włoskiego wywiadu wojskowego Mohammed Iqbal Szedaj. Zadaniem Hindusów miał być wywiad i sabotaż za liniami przeciwnika po zrzuceniu na spadochronie lub przerzuceniu okrętem podwodnym. 3 sierpnia zostało powołane dowództwo jednostki i trzy plutony strzelców. We wrześniu przybyło kolejnych 200 ochotników, co doprowadziło do reorganizacji i rozbudowy jednostki, która składała się teraz z: czterech plutonów strzelców, trzech plutonów karabinów maszynowych i jednego plutonu spadochronowego (został on wkrótce wysłany na przeszkolenie do szkoły spadochronowej w miejscowości Tarquinia). 1 października wszystkie plutony połączono w kompanię strzelców i kompanię karabinów maszynowych. 22 października Hindusi zostali przeniesieni do Tivoli na intensywne przeszkolenie wojskowe, a następnego dnia jednostkę przemianowano na Battaglione Azad Hindostan w sile ok. 250 ludzi, w tym ok. 190 Hindusów. Kadra oficerska była złożona z samych Włochów. 
Po klęsce wojsk niemiecko-włoskich w bitwie pod El Alamein na przełomie października i listopada 1942 r., a zaledwie kilka dni przed przybyciem do Rzymu przywódcy nacjonalistów hinduskich, Subhasa Czandra Bose, wśród żołnierzy Batalionu wybuchł bunt. Większość została aresztowana i z powrotem osadzona w obozach jenieckich, a tylko 8 Hindusów kontynuowało działalność propagandową.
Żołnierze Batalionu Azad Hindostan nosili mundury włoskiej armii, na których mieli saharyjskie tuniki z patkami na kołnierzu, na których były 3 pionowe paski w kolorach szafranowym, białym i zielonym (barwy Indyjskiego Kongresu Narodowego). Na głowie nosili hinduskie turbany.
Struktura organizacyjna w sierpniu 1942 r.:
- Kompania Fucilieri (zmotoryzowana kompania strzelecka złożona z Hindusów),
- Kompania Mitraglieri (zmotoryzowana kompania karabinów maszynowych złożona z Hindusów),
- Pluton Spadochronowy (złożony z Hindusów),
- Włoski Pluton Zamorski (złożony z Włochów z Indii).